# Frisch auf
Frisch auf ist eine veraltete Grußformel, die ähnlich wie der Bergmannsgruß Glückauf verwendet wurde. Unter Arbeitern oder Wanderern war dieser Gruß in bestimmten Regionen üblich.
Auch in Turnerkreisen fand der Gruß Verwendung, ab 1846 setzte sich jedoch „Gut Heil“ als Turnergruß durch.
Im Badnerlied, das etwa 1865 geschrieben wurde, wird im Refrain die Zeile „frisch auf, frisch auf; frisch auf, frisch auf; frisch auf, frisch auf mein Badnerland“ gesungen. Im Sachsenlied, das dem Badnerlied als Vorlage diente, stand für „Frisch auf“ der Gruß „Glück auf“.

## „Frisch auf“ in der Literatur
Der deutsche Dichter und Dramatiker Theodor Körner (1791–1813) schrieb während seiner Zeit im Lützowschen Freikorps das Gedicht Frisch auf, ihr Jäger, frei und flink. Aus Körners Gedicht „Aufruf“ aus dem Jahr 1813 zitierte später auch die Weiße Rose auf einem Flugblatt die Zeile „Frisch auf, mein Volk! Die Flammenzeichen rauchen“.

## Sportvereine
„Frisch Auf“ ist Teil des Vereinsnamens mehrerer Sportvereine; überregional bekannt in erster Linie durch die Erfolge der Handballmannschaften des württembergischen Vereins und Bundesligisten Frisch Auf Göppingen. Außerdem haben die folgenden Sportvereine den Gruß als Namensbestandteil:
- Rad- und Motorsportverein Frisch auf Düsseldorf
- Lichtenberger SC Frisch Auf 1901, ging 1926 im Verein Berolina Stralau auf
- TV Frischauf Meißen
- ATSV Frisch Auf Wurzen, Sportverein aus Sachsen
- Frischauf Eschborn, Verein für Ausgleichssport
- Schützenverein Frisch–Auf Murrhardt
- SG Frischauf Fulda
- TV Frisch-Auf Altenbochum
- Turn und Sportverein Frisch Auf Stotel
- TSV Frisch Auf Timmerlah
- RSV Frisch Auf Öschelbronn
- TuS Gückingen „Frisch Auf 1895“ e.V.
- SV „Frisch-Auf“ Northen-Lenthe
- FC „Frisch Auf“ Weidelbach (Lahn-Dill-Kreis)
- Fussball Mannschaft Frisch Auf (1909–1917), brasilianischer Fußballklub
- MTV "Frisch Auf" Amelinghausen

„Frisch Auf“ ist der historische Gruß der Arbeiter-Radfahrer in Deutschland und in der Schweiz. Es existierte ab 1912 eine genossenschaftliche Frischauf-Fahrradfabrik in Offenbach.

## Musikvereine
- Musikverein „Frisch Auf“ Böhmenkirch e.V.
- Musikverein Frisch Auf Strümpfelbach Weinstadt
- Trommlercorps Frisch Auf Kaldenkirchen
- Tambourkorps „Frisch Auf“ Kapellen/Erft

## Wandervereine
- Frisch–Auf Münster, Wandergesellschaft
- Wanderclub „Frisch Auf“ 83 Hüls e.V.

## Familienname
Es existiert der Familienname Frischauf, für bekannte Namensträger siehe Frischauf (Begriffsklärung).

## Sonstiges
- Zeche Frischauf, Steinkohlebergwerk in Witten-Hohenstein, das im 19. Jahrhundert betrieben wurde.

- Burschenverein „Frisch Auf“ Oberraden, Verein aus dem Westerwald, der 1924 gegründet wurde.